# Авра

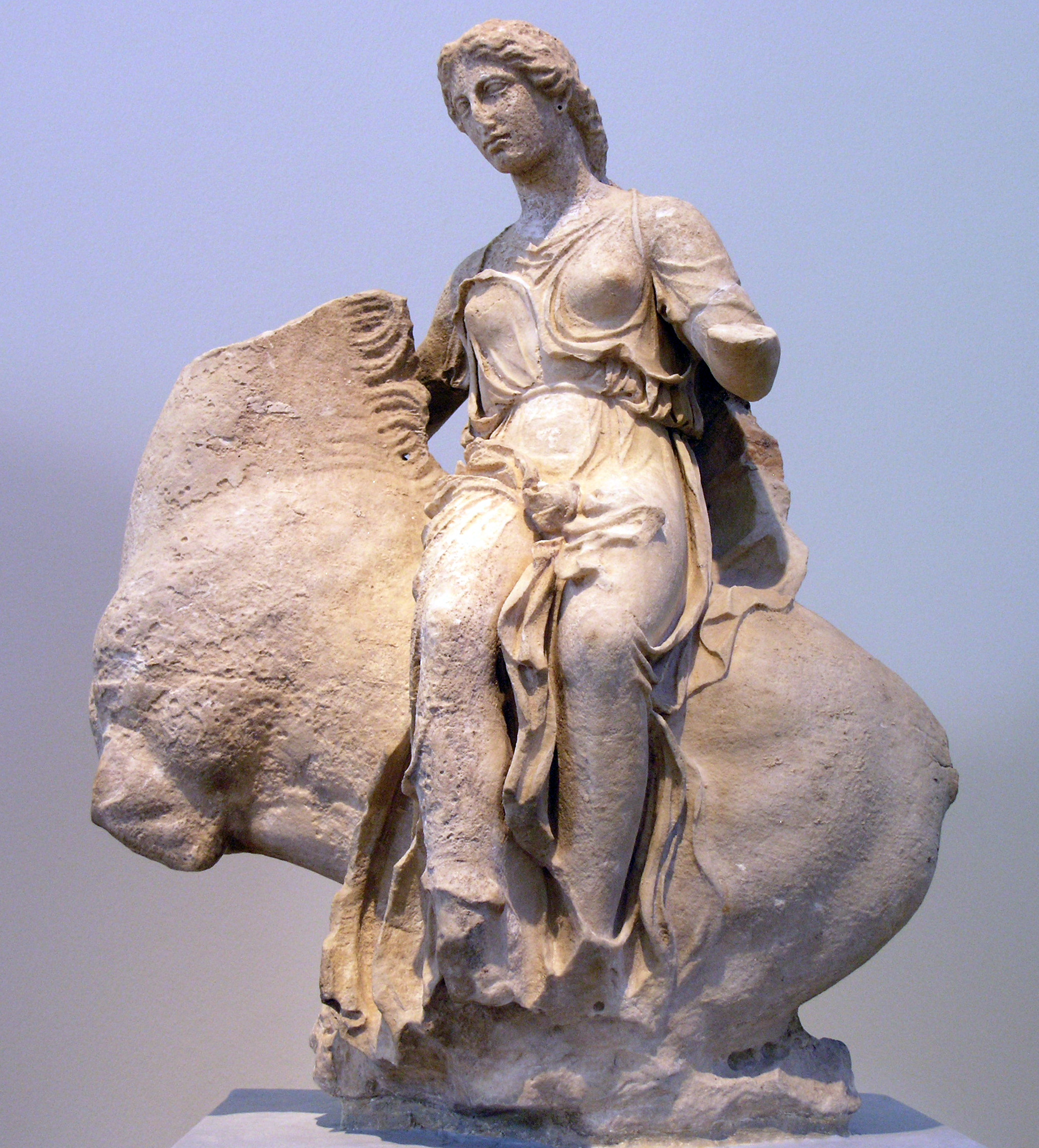
Авра

Авра (дав.-гр. Αὔρα, дав.-гр. Αὔρα — «бриз», «вітер») — персонаж давньогрецької міфології. Міф про неї викладений у XLVIII пісні поеми Нонна «Діяння Діоніса».
Авра — дочка титана Леланта і океаніди Перібеї. Вона народила від Діоніса близнюків (Дідимів). Одну з них (сестру) Авра з'їла, але другого врятувала Артеміда і віднесла його в Елефсін, де він став Іакхом — богом містерій. Сама вона перетворилася на джерело.